# The Sixth Sense (serie de televisión)
The Sixth Sense, conocida en castellano bajo los títulos de Sexto sentido y El sexto sentido es una serie de televisión estadounidense producida por los Estudios Universal y transmitida originalmente en 1972 por la cadena ABC, cuyo autor era Anthony Lawrence (quien escribió 6 de los 25 capítulos de la misma) y la misma fue protagonizada por Gary Collins, Catherine Ferrar y Percy Rodrigues.

## Sinopsis
El Dr. Michael Rhodes es un profesor universitario de Parapsicología quien, con la ayuda de su asistente Nancy Murphy y -en ocasiones- el teniente Woody, tratan de resolver todo tipo de misterios sobrenaturales (casas encantadas, espíritus demoníacos, brujos y apariciones fantasmales, entre otras cosas) a quienes recurren a ellos, especialmente bellas mujeres.

## Elenco habitual
| Actor            | Personaje              |
| ---------------- | ---------------------- |
| Gary Collins     | Dr. Michael Rhodes     |
| Catherine Ferrar | Nancy Murphy           |
| Percy Rodrigues  | Teniente “Woody” Woods |

## Producción
Esta serie, original de Anthony Lawrence -quien también participó como escritor en otras como Ben Casey y The Outer Limits- surgió de una película para televisión titulada Sweet, Sweet Rachel, cuyo guion fue escrito por él mismo (y fue protagonizada por Alex Dreier, Stefanie Powers, John Hillerman, Mark Tapscott y Louise Latham) sobre un experto en percepción extrasensorial y parapsicología (Dreier) que debía ayudar a una acaudalada viuda (Powers) en su lucha contra un asesino telépata, la cual fue transmitida por la cadena ABC el 2 de octubre de 1971.
Dicha cinta obtuvo una gran audiencia y muy buenas críticas, por lo que los ejecutivos de esa cadena dieron luz verde a la realización de una serie a partir de la misma y, por ello, Shpetner contactó a los reconocidos guionistas Harlan Ellison, Dorothy Fontana, Gene Coon, Don Ingalls, y Robert Collins, entre otros; para desarrollar interesantes historias que formarían parte de la primera temporada de dicha serie. Sin embargo tras la intempestiva renuncia de Ellison al proyecto, el productor Stanley Shpetner también decidió que era mejor reemplazar a Alex Dreier por Gary Collins, quien interpretaría a un nuevo personaje especialista en experiencias paranormales llamado Michael Rhodes, acompañado de su bella asistente Nancy Murphy (Catherine Ferrar).
The Sixth Sense se estrenó el sábado 15 de enero de 1972 a las 10:00 p. m. y la misma entraría en competencia con la serie Misión: Imposible de la CBS y el drama de detectives de la NBC Banyon (1972-73). Pese a la dura competencia, The Sixth Sense logró sobrevivir, en gran medida gracias al trabajo de directores como Richard Donner, John Badham y Jeff Corey; y la participación de reconocidas estrellas invitadas como John Saxon, William Shatner, Joseph Campanella, Lee Majors, Steve Forrest, Henry Silva y Carol Lynley, entre otros.
Así, la segunda temporada de The Sixth Sense fue renovada dando paso a trece nuevos episodios, además del hecho de que se incorporó a la serie el actor Percy Rodrigues (quien interpretaría al Sargento Woody, reemplazando así a Catherine Ferrar) y se anunció la participación de la legendaria estrella cinematográfica Joan Crawford en uno de los mismos. Sin embargo, pese a que la serie mantuvo la misma calidad de su anterior temporada y también contó con famosas estrellas invitadas como Patty Duke, Robert Foxworth, Jeanette Nolan, Sandra Dee y Scott Glen; las audiencias bajaron considerablemente hasta el punto que la ABC anunció, el 14 de noviembre de 1972, la cancelación de la misma y su último episodio fue transmitido el 23 de diciembre de ese mismo año.
Es de hacer notar que en 1974 los ejecutivos de la Universal consideraron que tanto esta serie como la de Rod Serling, Night Gallery (1970-1973), no contaban con la suficiente cantidad de episodios como para tener éxito siendo transmitidas por sindicación, por lo que se volvió a contratar a Serling para que éste presentara las historias de The Sixth Sense como si se trataran de episodios inéditos de Night Gallery y, además, aquellos fueron reeditados abruptamente a 30 minutos de duración lo que provocó, aparte del rechazo del público, que The Sixth Sense permaneciera en el más completo olvido hasta fechas recientes.

## Listado de episodios

### Primera temporada
| Título original                       | Título en castellano                  | Fecha de estreno      | Elenco |
| ------------------------------------- | ------------------------------------- | --------------------- | --- |
| I Do Not Belong to the Human World    | No pertenezco al mundo de los humanos | 15 de enero de 1972   | Belinda Montgomery, Christina Crawford, Jim McMullan, Bert Freed, Kip Niven, John Milford, Paul Bryar.                                                                   |
| The Heart That Wouldn't Stay Buried   |                                       | 22 de enero de 1972   | Jessica Walter, Leif Erickson, Laraine Day, Michael Murphy, Gene Tyburn, Jo De Winter, Susan Reller.                                                                     |
| Lady, Lady, Take My Life              |                                       | 29 de enero de 1972   | Tisha Sterling, John Saxon, Alf Kjellin, James McEachin, Walter Brooke, Than Wyenn, Morgan Jones, Barbara George, John Schubeck, Suzanne Cohane.                         |
| The House That Cried Murder           |                                       | 5 de febrero de 1972  | Carol Lynley, Larry Linville, Corinne Camacho, Robert Yuro, Jim Antonio, Kathleen King, Patricia Mickey, William Bryant.                                                 |
| The Man Who Died at Three and Nine    |                                       | 12 de febrero de 1972 | Joseph Campanella, Susan Howard, Simon Scott, Aly Wassil, Chandrika. |
| Can a Dead Man Strike from the Grave? |                                       | 26 de febrero de 1972 | William Shatner, Anne Archer, Bettye Ackerman, Allison McKay, Pam Peters, Robert Williams.                                                                               |
| With This Ring, I Thee Kill!          |                                       | 4 de marzo de 1972    | Lucie Arnaz, Lee Majors, Will Geer, Richard Hale, Stacy Harris, Florence Lake, Richard Loo, Larry Watson.                                                                |
| Witch, Witch, Burning Bright          |                                       | 11 de marzo de 1972   | Cloris Leachman, Tiffany Bolling, Mike Farrell, Dana Elcar, Harry Townes, Kermit Murdock, William Wintersole.                                                            |
| Eye of the Haunted                    |                                       | 18 de marzo de 1972   | Mariette Hartley, Rudy Solari, Mora Gray, Michael C. Gwynne, Louise Latham, James Wainwright.                                                                            |
| Echo of a Distant Scream              |                                       | 1 de abril de 1972    | Stefanie Powers, Steve Forrest, A Martinez, Jim Davis. |
| Whisper of Evil                       |                                       | 8 de abril de 1972    | Frank Converse, Phillip Pine, Paul Stewart, Henry Beckman, Lewis Charles, Pat Delaney, Coleen Gray, Chris Hutson, Gracia Lee, Murray MacLeod, Louis Quinn, Carole Wells. |
| Shadow in the Well                    |                                       | 15 de abril de 1972   | Mary Ann Mobley, Jeanette Nolan, Will Geer, Henry Silva. |
| Face of Ice                           |                                       | 22 de abril de 1972   | Christine Belford, George Murdock, Bradford Dillman, Michael Pataki. |

### Segunda temporada
| Título original                               | Título en castellano | Fecha de estreno         | Elenco |
| --------------------------------------------- | -------------------- | ------------------------ | --- |
| Coffin, Coffin in the Sky                     |                      | 23 de septiembre de 1972 | Stephen McNally, Barbara Babcock, Ed Nelson, Sharon Gless, Marge Redmond, Jess Walton, Colby Chester, Casey MacDonald, James Daughton.                                                       |
| Dear Joan: We're Going to Scare You to Death  |                      | 30 de septiembre de 1972 | Joan Crawford, Lenore Kasdorf, Anne Lockhart, Martine Bartlett, David Ladd, Scott Hylands, Kelly Jean Peters.                                                                                |
| Witness Within                                |                      | 7 de octubre de 1972     | Tippy Walker, June Allyson, Nan Martin, Michael Strong, Willard Sage, Paul Picerni. |
| With Affection, Jack the Ripper               |                      | 14 de octubre de 1972    | Patty Duke, Robert Foxworth, Mitch Carter, Marilyn Nix, Heather Lowe, Jannis Durkin. |
| Once Upon a Chilling                          |                      | 28 de octubre de 1972    | Susan Strasberg, John Hillerman, Ruth Roman, Joel Fabiani, Robert Brubaker, David Huddleston.                                                                                                |
| Through a Flame Darkly                        |                      | 4 de noviembre de 1972   | Sandra Dee, John Anderson, Charles Knox Robinson, John Karlen, Peggy Feury, Val Bisoglio, Lenny Montana, Jack Rader, Russell Arms, Eleanor Berry, Pam Kenneally, Roger E. Mosley.            |
| I Did Not Mean to Slay Thee                   |                      | 11 de noviembre de 1972  | Pamela Franklin, Michael Witney, Michael Baseleon, Pernell Roberts, Christine Dixon, Keith Rogers, Jason Wingreen, Connie Milton Bryant, Gene O'Donnell, Lyvonne Walder, C. Lindsay Workman. |
| And Scream by the Light of the Moon, the Moon |                      | 25 de noviembre de 1972  | Sallie Shockley, Josephine Hutchinson, Paul Michael Glaser, Scott Glenn, Margaret Markov. |
| If I Should Die Before I Wake                 |                      | 2 de diciembre de 1972   | Jane Wyman, Stefanie Powers, Dennis Dugan, Gene Evans, Michael Lane, Rod McCary. |
| Five Widows Weeping                           |                      | 9 de diciembre de 1972   | Mary Ann Mobley, Barry Sullivan, Ellen Weston, Hank Brandt, William Jordan, Nelson Welch, Read Morgan, George Sawaya.                                                                        |
| Gallows in the Wind                           |                      | 16 de diciembre de 1972  | Meg Foster, R. G. Armstrong, Virginia Gregg, Richard Hatch, Gary Clarke, George Ives, Conlan Carter.                                                                                         |
| The Eyes That Wouldn't Die                    |                      | 23 de diciembre de 1972  | Kathleen Gackle, Tom Bosley, Rudy Solari, Stanley Kamel, Regis J. Cordic, Laura Campbell, Lisa Moore, Sandy Champion, Mary Ann Beck, Frank Ashmore.                                          |